# (4049) Noragalʹ
(4049) Noragalʹ (1973 QD2) – planetoida z pasa głównego asteroid okrążająca Słońce w ciągu 5,42 lat w średniej odległości 3,08 j.a. Odkryta 31 sierpnia 1973 roku.